# Lisa Darmanin
Lisa Darmanin (ur. 27 sierpnia 1991) – australijska żeglarka sportowa, srebrna medalistka olimpijska z Rio de Janeiro.
Zawody w 2016 były jej pierwszymi igrzyskami olimpijskimi. W Brazylii zajęła drugie miejsce w mieszanej klasie Nacra 17, załogę jachtu tworzył również Jason Waterhouse, prywatnie jej kuzyn. W tej klasie zdobyła cztery medale mistrzostw świata: srebro w 2015 oraz brąz w 2014, 2019 i 2020